# 米沢市立第七中学校
米沢市立第七中学校（よねざわしりつ だい7ちゅうがっこう）は、山形県米沢市にある公立中学校である。

## 概要
- 農村地帯の上郷地区と八幡原工業団地を抱える万世地区を学区としている[2]。米沢市内の中学校の中で新しい中学校である。

## 沿革
- 2000年（平成12年）4月1日 - 万世中学校と上郷中学校を統合して開校[3]

## 校歌
校歌の作詞、作曲を小椋佳が書いている。

## 学区
- 上郷小学校、万世小学校の全域[5]。

## 学校教育目標
人の中で人としての土台をつくる

## 生徒数
| 年度 | 男子 | 女子 | 計  |
| ---- | ---- | ---- | --- |
| 2022 | 117  | 133  | 250 |

## 著名な卒業生
- 安部三十郎（政治家、米沢市長）
- 優希美青（女優、タレント）※東京都目黒区立目黒中央中学校へ転校